# Boris Asafjew
Boris Władimirowicz Asafjew (ros. Борис Владимирович Асафьев; ur. 17 lipca?/29 lipca 1884 w Petersburgu, zm. 27 stycznia 1949 w Moskwie) – rosyjski kompozytor i muzykolog.

## Życiorys
W latach 1904–1910 studiował w Konserwatorium Moskiewskim. Był uczniem Nikołaja Rimskiego-Korsakowa i Anatolija Ladowa. W 1908 ukończył także historię i filologię na Uniwersytecie Petersburskim.
Komponował opery, pieśni, balety i utwory instrumentalne. Spośród 26 baletów najbardziej znane to Płomień Paryża, czyli Triumf Republiki (Пламя Парижа, или Триумф Республики) (1932), Fontanna Bachczysaraju (Бахчисарайский фонтан) (1934), Stracone złudzenia (Утраченные иллюзии) (1935), Jeniec kaukaski (Кавказский пленник) (1938), Sulamita (Суламифь) (1941), Pani-chłopka (Барышня-крестьянка) (1945).
Asafjew był także uznanym muzykologiem. Wydawał prace poświęcone teorii muzyki. Uznaniem cieszyły się jego biografie: Skriabina i Strawinskiego, a zwłaszcza Czajkowskiego (Połnoje sobranije soczinienij). Swe prace wydawał pod pseudonimem Igor Glebow.
Został odznaczony m.in. dwukrotnie Orderem Lenina (w 1944 i 1945) oraz Orderem Czerwonego Sztandaru Pracy (1938). Był dwukrotnym laureatem Nagrody Stalinowskiej (1943 i 1948).